# Eugène Hus
Pierre-Louis Stapleton (Brussel, 17 juli 1758 – aldaar, 24 februari 1823) was Belgische balletdanser en choreograaf. Vanaf circa 1759 was hij ook bekend onder het pseudoniem Eugène Hus, naar zijn stiefvader Jean-Baptiste Hus.

## Biografie
Hus was de zoon van Louis Stapleton, een Ierse officier die in Brussel gestationeerd was, en Elisabeth Bayard, een balletdanseres van de Koninklijke Muntschouwburg die onder de artiestennaam Mademoiselle Bibi werkte. Stapleton verliet zijn familie om terug op veldtocht te trekken. Hus begon aan zijn loopbaan op het podium naast zijn moeder. Op ongeveer vierjarige leeftijd trad hij op voor Karel van Lotharingen, die hem, volgens Hus’ overlijdensbericht in de Journal de Brussels, een gouden doos met 50 ducaten aanbood om zijn jonge talenten te steunen. Na een periode in het buitenland keerde Hus in 1762 terug naar Brussel om er opnieuw aan de slag te gaan aan de Muntschouwburg. Hij werd er geadopteerd door Jean-Baptiste Hus, de minnaar en latere echtgenoot van zijn moeder Elisabeth. De familie dwaalde door Europa en trad op in Lyon (1764-67 en 1770-79), waar Hus zijn loopbaan als balletmeester aanving onder begeleiding van zijn stiefvader.
Samen met Pierre Gardel en Auguste Vestris was Eugène Hus een van de medestichters van het 19e-eeuwse ballet. Op die manier was hij getuige van de grote politieke en artistieke veranderingen die toen plaatsvonden. Hij was de enige levende connectie tussen Jean-Georges Noverre en het Russische ballet, via de familie Petipa.

## Werken
- 1784: Le Ballon (Lyon, 9 februari)
- 1789: L'Oracle accompli (Bordeaux, 24 augustus)
- 1790: Lausus et Lydie (Nantes)
- 1793: Les Muses, ou le Triomphe d'Apollon (Parijs, 12 december)
- 1796: Lise et Colin ou La Surveillance inutile, (Parijs, 4 augustus)
- 1797: Psyché (Rouen, July)
- 1798: Tout cède à l'amour (Bordeaux, augustus)
- 1799: Kiki, ou l'Île imaginaire (Parijs, 9 november)
- 1800: Augustine et Benjamin, ou le Sargines de village (Parijs, 4 november)
- 1801: Les Chevaliers du soleil, ou Amour et dangers (Parijs, 21 juni)
- 1801: L'Héroïne de Boston, ou les Français au Canada (Parijs, 12 oktober)
- 1802: Riquet à la houpe (Parijs, 13 december)
- 1803: La Fille mal gardée, ou Il n'est qu'un pas du mal au bien, naar Jean Dauberval (Parijs, 13 februari)
- 1803: Jeanne d'Arc, ou la Pucelle d'Orléans (Parijs, 15 april)
- 1804: Les Hamadryades, ou l'Amour vengé (Bordeaux, 22 maart)
- 1804: Les Vendangeurs du Médoc, ou les Deux baillis dupés (Parijs, 20 juli)
- 1804: Le Gascon gascon malgré lui (Parijs, 17 november)
- 1805: L'Ingénu, ou le Sauvage du Canada (Parijs, 17 januari)
- 1805: Amanda (Parijs, 31 juli)
- 1805: L'Enchanteur Azolin, ou le Visir imaginaire (Parijs, 12 december)
- 1806: La Dansomanie ou la Fête de M. Petit-Pas (Bordeaux, augustus)
- 1807: Les Illustres fugitifs, ou les Trois journées (Parijs, 8 januari)
- 1810: Le Retour du seigneur, ou la Dot (Carcassonne, 23 februari)
- 1813: La Pucelle d'Orléans (Parijs, 10 november)
- 1815: Je l'aurais gagé ! (Brussel, 30 maart)
- 1817: La Naissance du fils de Mars et de Flore, ou les Vœux accomplis (Brussel, 27 maart)
- 1818: La Fête des dames, ou la Journée du 19 janvier (Brussel, 19 januari)
- 1818: Le Nid d'amours, ou les Amours vengés (Brussel, 9 maart)

- Bibliothèque nationale de France: cb10701361n (data)
- Gemeinsame Normdatei: 113677871
- International Standard Name Identifier: 0000 0000 1176 9115
- Nederlandse Thesaurus van Auteursnamen: 146136756
- Système universitaire de documentation: 071283463
- Virtual International Authority File: 36909478
- WorldCat: E39PBJtCDB7BFjWV94KjFTtYfq